# Hory mají oči
Hory mají oči (orig. The Hills Have Eyes) je americký film z roku 2006, remake filmu Wese Cravena z roku 1977 The Hills Have Eyes. Film sleduje osudy rodiny, jejíž auto havaruje v poušti a stane se terčem skupiny mutantů. Snímek se dočkal pokračování Hory mají oči 2.

## Příběh
Film začíná textem: V letech 1948 až 1962 provedli USA 331 atmosférických jaderných testů. Vláda dodnes popírá genetické vady způsobené radioaktivním spadem. Následuje scéna, jak několik vědců v horách Nového Mexika měří pomocí přístrojů stupnici radiace. Vědci jsou pak postupně zabiti. O několik desítek let později manželé Ethel a Bob Carterovi na svou stříbrnou svatbu cestují z Ohia do Kalifornie spolu s dcerou Brendou, synem Bobbym, starší dcerou Lynn, jejím manželem Dougem a jejich malou dcerou Catherine a dvěma německými ovčáky Kráskou a Netvorem. Zatímco "Velkej Bob" mluví s manažerem čerpací stanice, jeden z mutantů ukradne z auta Bobbyho červenou mikinu. Bobby a Brenda jsou dále od skupiny, když jde Bobby na toaletu, ze které pak vidí, jak ho někdo sleduje. Myslí si, že je to sestra, ale byl to mutant. Bob se mezitím dozví o "zkratce" přes kopce, které jsou ve skutečností základnou Yuma Flats, kde se testovaly jaderné zbraně.
Po ujetí několika mil píchnou pneumatiky, pásem s hroty, který byl připraven na cestě. Drát pak někdo pomalu odtáhne. Bob jde zpět k čerpací stanici pro odtahové vozidlo a Doug jde na druhou stranu, aby našel pomoc. Zbytek rodiny je mezitím někým sledován dalekohledem a psi jsou nervózní. Kráska uteče do hor a Bobby ji jde hledat, ale najde jen její vykuchanou mrtvolu. Vyděšený Bobby utíká pryč, ale spadne a upadne do bezvědomí. Najde ho mladá mutantka Ruby, která je jím zaujatá.
Boba, který se mezitím dostane zpět na čerpací stanici, zbije a unese vůdce mutantů Papa Jupiter do nedalekých dolů.
Bobby se nakonec probere a vrátí se k ostatním, ale řekne jim, že Krásku nenašel. Vrátí se také Doug, ale ten nalezl pouze vrakoviště a zjistil, že cesta nedaleko končí. Když usínají, do karavanu vejde mutant Pluto a najde Brendu. Bobby mezitím venku říká Dougovi a Lynn o mrtvé Krásce a o lidech, co tam žijí. Náhle upoutá jejich pozornost nedaleká exploze – Bob byl připoután ke stromu a zapálen. Doug jde do karavanu pro hasicí přístroj, nepovšimnut do něj vnikne i mutant Lizard. Ten znásilní Brendu, Pluto se mezitím zajímá o malou Catherine.
Bob upálení nepřežije. Lynn se vrátí do karavanu a uvidí Lizarda, který drží Catherine a Bobovu zbraň. Lynn ho udeří pánví, on ji potom ale zneškodní a vyhrožuje jí zbraní, rozepne jí halenku a začne pít mléko z jejího prsu. Do karavanu vejde Ethel s velkým kamenem a pokusí se udeřit Lizarda, ale ten je varován Plutem, a tak Ethel střelí do břicha. Lynn ho bodne šroubovákem a on ji potom střelí do hlavy. Pluto i Lizard pak karavan opustí.
Když se Doug a Bobby vrátí do karavanu, zjistí, co se stalo a že Catherine je pryč. Bobovo tělo pak někdo odtáhne do hor. Vše z dálky sleduje mutant Goggle, ale Netvor jej napadne a krvavě zabije. Ráno se Doug vydá s Netvorem hledat Catherine. Dostanou se až do testovací vesnice a Doug vejde do domu, kde je Catherine, ale je zneškodněn mutantkou Big Mama, o které si Doug myslel, že je zaneprázdněna sledováním televize. Doug se pak probudí v mrazáku, ve kterém mutanti schovávají ostatky svých obětí, podaří se mu ale utéct. Narazí na mutanta na vozíčku Big Braina, který ho seznámí s příběhem mutantů – že byli znetvořeni jadernými testy. Doug pak bojuje s Plutem. Podaří se mu ho obelhat – začne plakat, aby ho nezabíjel, čemuž se Pluto směje a dává tak Dougovi čas na to, aby ho bodl šroubovákem, pak skrz jeho krk bodne ještě malou americkou vlajku a udeří jej sekerou.
Doug pak před domem překvapí mutanta Cysta. Brutálně ho zavraždí a ukradne mu pušku. Big Brain mezitím řekne vysílačkou Lizardovi, aby zabil Catherine, samotný Big Brain je zabit Netvorem. Lizard se chystá Catherine zabít, ale místo ní je tam prase – Ruby vzala Catherine a utekla s ní do hor. Lizard se za ní vydá, stejně jako Doug.
U karavanu je mezitím uneseno Ethelino tělo do hor. Bobby najde Papa Jupitera, jak jí její srdce. Ten Bobbyho potom pronásleduje zpět do karavanu, kde Brenda vypouští plyn, za dveřmi jsou připravené sirky, které se při otevření podpálí. Bobby připoutá Jupiterovi ruce k oknu a oba sourozenci utečou. Jupiter se odpoutá, otevře dveře karavanu, sirky se podpálí a karavan vybouchne.
V horách chce Ruby předat Dougovi Catherine, ale Lizard na ně zaútočí. Doug Lizarda dobije a dostřílí puškou. Ruby dá Catherine Dougovi, který si nevšimne, že Lizard přežil. Ruby po Lizardovi skočí a oba spadnou ze skály a zabrání mu tak, aby Douga a Catherine zastřelil. Brenda a Bobby jdou zpět ke karavanu a zjistí, že Jupiter přežil. Brenda ho ale zabije krumpáčem. Potom spatří Douga, Catherine a Netvora a všichni se znovu setkají. Když oslavují své vítězství, pár anonymních očí je znovu pozoruje dalekohledem.

## Obsazení
| Aaron Stanford       | Doug Bukowski           |
| Emilie de Ravin      | Brenda Carterová        |
| Ted Levine           | Velkej Bob Carter       |
| Dan Byrd             | Bobby Carter            |
| Laura Ortiz          | Ruby                    |
| Vinessa Shaw         | Lynn Carterová          |
| Kathleen Quinlan     | Ethel Carterová         |
| Tom Bower            | obsluha čerpací stanice |
| Billy Drago          | Papa Jupiter            |
| Robert Joy           | Lizard                  |
| Desmond Askew        | Big Brain               |
| Ezra Buzzington      | Goggle                  |
| Michael Bailey Smith | Pluto                   |

## Výroba
Wes Craven, autor a režisér původního filmu The Hills Have Eyes, začal přemýšlet o remaku, když viděl úspěch jiných hororových filmů jako Texaský masakr motorovou pilou (stejnojmenné verze z let 1974 a 2003) a Horor v Amityville (remake 3:15 zemřeš). Začal hledat filmaře, kteří by mu s projektem pomohli. Marianne Maddalena, Cravenova dlouholetá produkční partnerka, narazila na Alexandra Aju a Grégoryho Levasseura, kteří předtím natočili francouzský horor Noc s nabroušenou břitvou. Tento film se Cravenovi líbil a po jeho zhlédnutí chtěl s dvojicí pracovat. Aja a Levasseur potom začali psát novou verzi příběhu.
Aja a Levasseur se rozhodli nenatáčet v původních lokalitách v Kalifornii a místo toho prozkoumali různé oblasti v Namibii, Jižní Africe, Novém Mexiku a Mexiku. Nakonec se rozhodli pro Warzazát v Maroku. Film se odehrává v Novém Mexiku a tvrdí, že se zde uskutečnilo mnoho testů jaderných zbraní. Ve skutečnosti bylo Nové Mexiko místem pouze jednoho jaderného testu – Trinity. Spojené státy konaly většinu svých testů v Nevadě (Nevada Test Site) a na Marshallových ostrovech.
Podoba mutantů byla vytvořena podle skutečných dokumentů a obrázků z Černobylu a Hirošimy. Na efektech pracovala společnost K.N.B. EFX Group Inc., která se již dříve podílela na filmech Letopisy Narnie: Lev, čarodějnice a skříň (za který byla nominována na Oscara) a Sin City - město hříchu.

### Casting
Prvním obsazeným byl Ted Levine, známý z filmu Mlčení jehňátek, do role Velkýho Boba. Levine je také fanouškem filmu Noc s nabroušenou břitvou. Po něm získala svou první roli v hororu Kathleen Quinlan, a to Ethel. Další byl Aaron Stanford jako Doug Bukowski, který prošel kvůli filmu největší proměnou v rámci Carterovy rodiny. Stanford navíc neviděl nalíčeného žádného z herců, kteří hráli mutanty, aby byl při natáčení boje v testovací vesnici opravdu vyděšený. Do role Dougovy ženy Lynn chtěl Aja obsadit Vinessu Shaw, se kterou chtěl pracovat od té doby, co ji viděl ve filmu Stanleyho Kubricka Eyes Wide Shut. Shaw nejdříve nechtěla roli přijmout, ale po zhlédnutí Noci s nabroušenou břitvou roli přijala. Do role Brendy chtěli tvůrci mladou relativně neznámou herečku a tu našli v Emilie de Ravin, která se v té době začínala objevovat v seriálu Ztraceni. Po ní získal roli Bobbyho Dan Byrd.
Když byly obsazovány role mutantů, vedoucí výroby Cody Zwieg řekl: "Potřebovali jsme najít herce, kteří dokážou nejen odvést celou tu práci, snést všechen make-up a vystupovat v něm, ale dokážou pravdivě ztělesnit krutou, primitivní přirozenost mutantího života." Nejtěžší bylo obsadit roli Ruby, která měla být odlišná od ostatních mutantů. Roli získala Laura Ortiz, pro niž byl film jejím debutem.